# Abel Khaled
Pour les articles homonymes, voir Khaled.
Abel Khaled né 9 novembre 1992 à Luxeuil-les-Bains (Haute-Saône) est un footballeur franco-algérien qui évolue au poste de milieu offensif avec le CSO Amnéville.

## Biographie

### Formation
Il intègre le centre de formation de Sochaux. À 16 ans, il part au Vesoul Haute-Saône Football puis rejoint le Besançon RC.

### Stade athlétique spinalien
Il rejoint par la suite Épinal, et participe à trois rencontres avec l'équipe première en CFA en 2010-2011. Lors de la première moitié de saison 2011-2012, et malgré une blessure qui l'éloigne des terrains à partir de la fin octobre, il effectue 11 apparitions en National et inscrit 2 buts. Contre Fréjus le 9 septembre, il entre en jeu à la 65e minute et inscrit son premier but sur une action personnelle en partant en dribble dans la surface juste avant la fin du temps réglementaire (89e). Il inscrit son second but après être entré en jeu contre Martigues le 1er octobre. Le plus souvent utilisé comme remplaçant, il apporte lors de ses entrées vitesse et percussion au jeu qu'il soit aligné au centre ou sur les côtés.

### Stade brestois
Après avoir été suivi par Bordeaux et Saint-Étienne, il est recruté au mercato hivernal par le Stade Brestois. Il s'engage comme amateur pour la fin de saison 2011-2012, puis signe en juin 2012 son premier contrat professionnel, un contrat de trois ans avec le club breton.
Il entre en jeu pour la première fois en Ligue 1 le 11 février 2012 à la fin de la rencontre contre Montpellier. 
Il est titularisé pour la première fois le 18 février 2012 contre Ajaccio. 
Il se fait remarquer par le public du stade Francis-Le Blé lors du match Brest-Marseille (1-0 le 26 février 2012), où il fait forte impression par une série de dribbles dans la surface de l'OM. 
Il dispute ainsi dès son arrivée quelques matchs de Ligue 1, puis demeure un joueur de complément après la relégation du Stade brestois en Ligue 2 lors de la saison 2012-2013
Il marque son premier but avec Brest face à Pontivy (CFA) lors d'un match amical en juillet 2012.
Le 28 novembre 2014, lors de la 16e journée de Ligue 2, il inscrit un coup franc direct qui permet au Stade Brestois de décrocher le point du match nul (2-2). Il s'agit de son premier but en match officiel pour le club finistérien.

### En Algérie
En juillet 2015, il quitte Brest pour la D1 algérienne en signant au Riadha Club Arbaâ. En juillet 2016, il signe à l'Union sportive de la médina d'Alger.

## Statistiques
| Saison                | Club                  | Championnat           | Championnat | Championnat | Coupe(s) nationale(s) | Coupe(s) nationale(s) | Total | Total |
| Saison                | Club                  | Division              | M.          | B.          | M.                    | B.                    | M.    | B.    |
| 2010-2011             | SAS Épinal            | 4                     | 3           | 0           | 0                     | 0                     | 3     | 0     |
| 2011-2012             | SAS Épinal            | 3                     | 11          | 2           | 0                     | 0                     | 11    | 2     |
| 2011-2012             | Stade brestois 29     | 1                     | 7           | 0           | 0                     | 0                     | 7     | 0     |
| 2012-2013             | Stade brestois 29     | 1                     | 7           | 0           | 3                     | 0                     | 10    | 0     |
| 2013-2014             | Stade brestois 29     | 2                     | 7           | 0           | 1                     | 0                     | 8     | 0     |
| 2014-2015             | Stade brestois 29     | 2                     | 16          | 1           | 4                     | 0                     | 20    | 1     |
| 2015-2016             | RC Arbaa              | 1                     | 19          | 1           | 1                     | 0                     | 20    | 1     |
| 2016-2017             | USM Alger             | 1                     | 2           | 0           | 0                     | 0                     | 2     | 0     |
| 2017-2018             | DRB Tadjenanet        | 1                     | 12          | 2           | 2                     | 0                     | 14    | 2     |
| Total sur la carrière | Total sur la carrière | Total sur la carrière | 84          | 6           | 11                    | 0                     | 95    | 6     |